# K.J. Martin

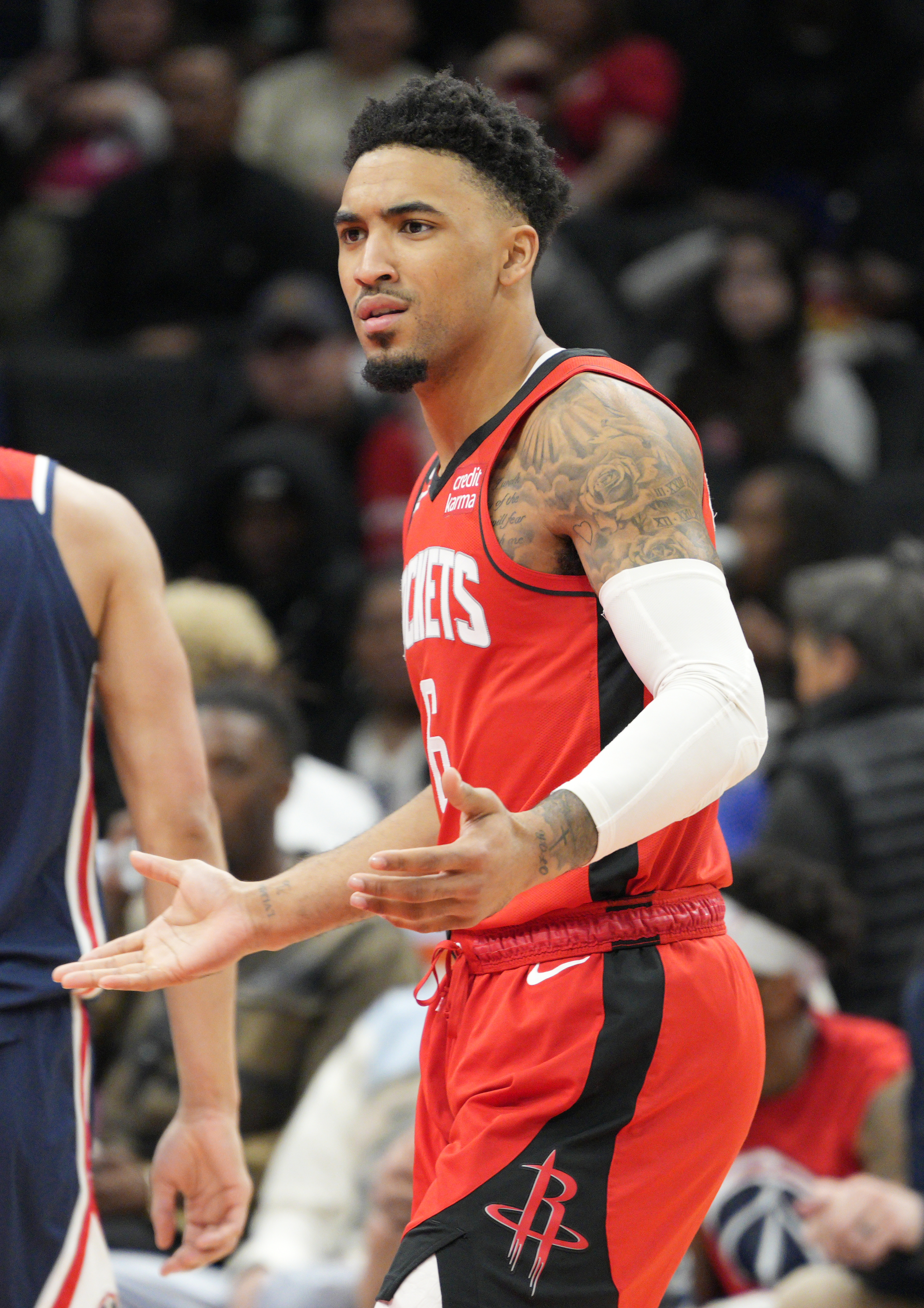
K.J. Martin, 2023.

Kenyon Lee "K.J." Martin Jr., född 6 januari 2001 i Los Angeles i Kalifornien, är en amerikansk professionell basketspelare (SF/PF) som spelar för Utah Jazz i National Basketball Association (NBA). Han har tidigare spelat för Houston Rockets, Los Angeles Clippers och Philadelphia 76ers.
Martin draftades av Sacramento Kings i andra rundan i 2020 års draft som 52:a spelare totalt.